# Duannai
Duannai (斷奶S), noto anche con il titolo internazionale Weaning (lett. "Svezzamento"), è una serie televisiva cinese del 2013, diretta Li Lian.
I due protagonisti, Tong Liya e Lei Jiayin, lavoreranno di nuovo insieme nel film Chao shi kong tong ju (2018).

## Trama
An Qi e Li Zun Peng decidono di sposarsi; dopo il matrimonio, scoprono però che la loro scelta sta per rivoluzionare completamente le loro vite.